# Визуелни кортекс
Визуелни кортекс мозга је област мождане коре која обрађује визуелне информације. Налази се у окципиталном режњу. Сензорни унос који потиче из очију путује кроз латерално геникулативно језгро у таламусу, а затим стиже до визуелног кортекса. Подручје визуелног кортекса које прима сензорни унос од латералног геникулатног језгра је примарни визуелни кортекс, такође познат као визуелна област 1 (В1), Бродманова област 17 или пругасти кортекс. Екстрастријска подручја се састоје од визуелних области 2, 3, 4 и 5 (познате и као В2, В3, В4 и В5, или Бродманова област 18 и сва Бродманова област 19).
Обе хемисфере мозга укључују визуелни кортекс; визуелна кора у левој хемисфери прима сигнале из десног видног поља, а визуелна кора у десној хемисфери прима сигнале из левог видног поља.

## Визуелни путеви
Сигнал који светлост генерише у фоторецепторима простире се кроз мрежњачу и активира ганглијске ћелије. Главно наредно место куда стижу сигнали из мрежњаче налази се у центру који се назива таламус, а одатле сигнали стижу из окципиталног (потиљачног) кортекса. Нервни пут којим сигнали стижу од мрежњаче до таламуса чине оптички нерв и оптички тракт, а пут којим сигнал стиже од таламуса до кортекса назива се оптичка радијација. Осим овог главног пута, информација из мрежњаче стиже на још нека места у мозгу. Нервна влакна чији сноп чини оптички нерв су аксони ганглијских ћелија. Сваки од два оптичка нерва садржи и до милион влакана.
Оптичка хијазма је структура где се два оптичка нерва укрштају. У хијазми, два снопа влакана не спајају се физички, већ пролазе једни мимо других. Код људи и других сисара је укрштање комбиновано, односно један део нервних влакана се простире контралатерално, а други ипсилатерално. Начин простирања нервних влакана зависи од које половине мрењаче потичу.

### Супкортикални визуелни центри
После хијазме, оптички нерви се не називају нервима, већ оптички трактуси или тракти. Аксони ганглијских ћелија стижу из ока у неколико субкортикалних центара у левој и десној можданој хемисфери. Највећи део влакана одлази главним путем и стиже у таламус, и то у његов део који се зове бочна коленаста тела, односно латерални геникулатни нуклеуси (ЛГН). Постоје два ЛГН-а, један у левој, а други у десној половини мозга. Назив овог центра потиче од тога што се тај део налази са бочне стране таламуса, а слојеви од којих се састоји нису равни већ повијени, па подсећају на мало колено. Мањи део влакана одлази у центре под именом горње квржице, подручја која контролишу мишиће који покрећу очи. Преостали део влакана одлази у друга подручја мозга која играју улогу у визуелном опажању. На пример, један део влакана носи информацију о количини светлости која пада на мрежњачу, чини део рефлексног лука којим се контролише величина отвора зенице.

## Визуелни кортекс

### Примарни визуелни кортекс
Примарни визуелни кортекс је највише проучавана визуелна област у мозгу. Код сисара се налази у задњем полу потиљачног режња и представља најједноставније, најраније кортикално визуелно подручје. Веома је специјализован за обраду информација о статичним и покретним објектима и одличан је у препознавању образаца.
Примарни визуелни кортекс, који је дефинисан својом функцијом или стадијумом у визуелном систему, приближно је еквивалентан пругастом кортексу, такође познатом као Бродманова област 17, која је дефинисана његовом анатомском локацијом. Назив „пругасти кортекс“ потиче од Генаријеве линије, карактеристичне пруге видљиве голим оком која представља мијелинизоване аксоне из бочног геникулисаног тела које завршава слојем 4 сиве материје.
Примарни визуелни кортекс је подељен на шест функционално различитих слојева, означених од 1 до 6. Слој 4, који прима највише визуелног инпута од латералног геникулационог нуклеуса (ЛГН), даље је подељен на 4 слоја, означена са 4A, 4B, 4Cα, и 4Cβ. Субламина 4Cα прима углавном магноцелуларни улаз од ЛГН, док слој 4Cβ прима улаз од парвоцелуларних путева.
Просечан број неурона у примарном визуелном кортексу одраслог човека на свакој хемисфери је процењен на 140 милиона.

### Секундарни визуелни кортекс
Визуелно подручје В2, или секундарни визуелни кортекс, такође назван престријатни кортекс, је друго главно подручје у визуелном кортексу и први регион у области визуелне асоцијације. Прима јаке везе унапред од В1 (директне и преко пулвинара) и шаље јаке везе на В3, В4 и В5. Такође шаље јаке повратне везе на В1.
Што се тиче анатомије, В2 је подељен на четири квадранта, дорзални и вентрални приказ у левој и десној хемисфери. Заједно, ова четири региона пружају комплетну мапу визуелног света. В2 има много заједничких својстава са В1: ћелије су подешене на једноставна својства као што су оријентација, просторна фреквенција и боја. Одговори многих В2 неурона су такође модулисани сложенијим својствима, као што су оријентација илузорних контура, бинокуларни диспаритет и да ли је стимулус део фигуре или земље. Недавна истраживања су показала да ћелије В2 показују малу количину модулације пажње (више од В1, мање од В4), подешене су за умерено сложене обрасце и могу бити вођене вишеструким оријентацијама у различитим подрегионима унутар једног рецептивног поља.
Тврди се да је цео вентрални визуелни ток-хипокампални ток важан за визуелно памћење. Ова теорија, за разлику од доминантне, предвиђа да би промене меморије за препознавање објеката (ОРМ) могле да буду резултат манипулације у В2, области која је веома међусобно повезана унутар вентралног тока визуелних кортекса. У мозгу мајмуна, ово подручје прима снажне везе унапред од примарног визуелног кортекса (В1) и шаље снажне пројекције другим секундарним визуелним кортексима (В3, В4 и В5). Већина неурона ове области код примата је подешена на једноставне визуелне карактеристике као што су оријентација, просторна фреквенција, величина, боја и облик. Анатомске студије имплицирају слој 3 области В2 у визуелно-информационој обради. За разлику од слоја 3, слој 6 визуелног кортекса се састоји од многих типова неурона, а њихов одговор на визуелне стимулусе је сложенији.
У једној студији, откривено је да ћелије слоја 6 кортекса В2 играју веома важну улогу у складиштењу меморије за препознавање објеката, као иу конверзији краткорочних сећања објеката у дугорочна сећања.